# Бронетанкові війська Угорщини (1930—1945)
Бронетанкові війська Угорщини — рід військ в Сухопутних військах Угорського Королівства, що існував у 1930–1945 роках, ударна сила Сухопутних військ та засіб збройної боротьби.

## Передісторія
Королівська угорська армія (угор. Magyar Királyi Honvédség) приступила до формування власних бронетанкових частин ще на початку 1930-х років, проте до середини 1941 року у розпорядженні були лише три великі з'єднання з бронетанкової технікою. 1-ша і 2-га моторизована бригади мали 9-й і 11-й танкові батальйони. Кожен з них мав по три роти (18 танків), одна з яких була навчальною. 11-й бронекавалерійський батальйон входив до складу 1-ї кавалерійської бригади.

## Рухомий корпус
Ударну силу Угорської армії на сході влітку 1941 року склав «Рухомий корпус» (угор. Gyorshadtest). До його складу якраз і увійшли 1-ша і 2-га моторизована та 1-ша кавалерійська бригади. У першій лінії корпус мав 81 легкий танк «Толді». Також налічувалося 65 застарілих італійських танкеток L3 і 49 цілком сучасних угорських бронеавтомобілів «Чаба». Корпус боровся проти Червоної армії до глибокої осені — останні частини повернулися на батьківщину 24 листопада.

## 1-ша танкова дивізія
На початку 1942 року керівництво Німеччини зажадало від угорців збільшити свою військову присутність на Східному фронті. На територію СРСР у відповідь на це була відправлена 2-га угорська армія. До її складу входила і 1-ша танкова дивізія — найбільш боєздатне з'єднання.
Основна частина боїв за участю 1-ї танкової дивізії припала на початок 1943 року. Дивізія намагалася стримати радянський наступ на Дону. У боях дивізія була практично повністю знищена.

## Окремі танкові підрозділи

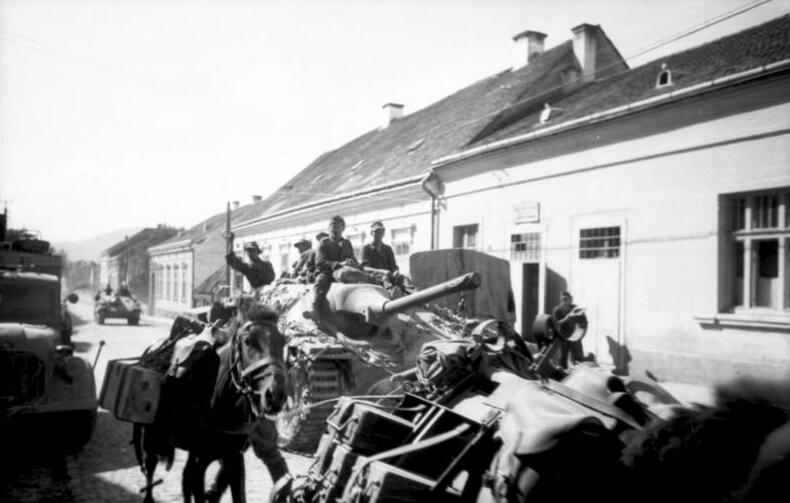
Танк «Хетцер»

Восени 1943 року угорці сформували і батальйони штурмових гармат (rohamtüzérosztály) по три роти — всього в 30 машин.
- 1-й Будапештський батальйон (угор. 1. rohamtüzérosztály)
- 7-й батальйон (угор. 7. rohamtüzérosztály)
- 10-й Сігетварський батальйон (угор. 10. rohamtüzérosztály)
- 13-й батальйон (угор. 13. rohamtüzérosztály)
- 16-й батальйон (угор. 16. rohamtüzérosztály)
- 20-й Єгерський батальйон (угор. 20. rohamtüzérosztály)
- 24-й Кошицький батальйон (угор. 24. rohamtüzérosztály)

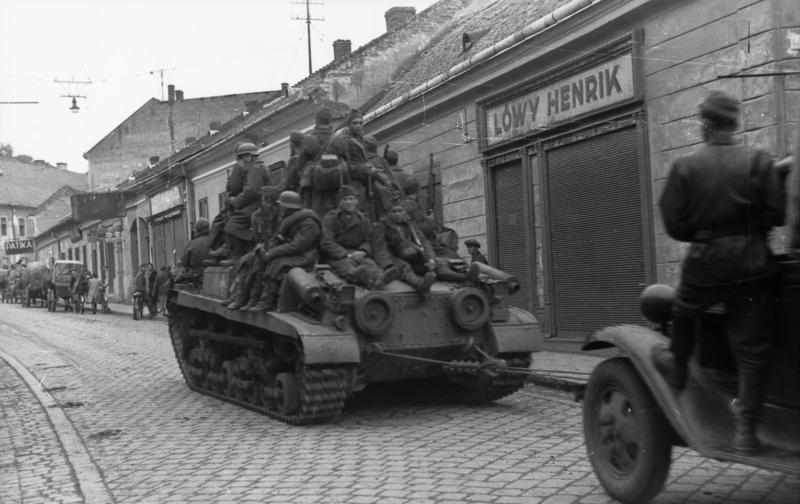
Угорський танк «Туран»

- 25-й батальйон (угор. 25. rohamtüzérosztály)[3][4]

## 2-га танкова дивізія
У квітні 1944 року 2-га танкова дивізія була відправлена на фронт, маючи у своєму складі 120 танків «Туран I» і 55 «Туран II» та деяку кількість легких танків «Толді». Бойове хрещення дивізія прийняла 17 квітня, коли її підрозділи контратакували радянські частини під Коломиєю.